# Comuna de Wąpielsk
Wąpielsk (polaco: Gmina Wąpielsk) é uma gminy (comuna) na Polónia, na voivodia de Cujávia-Pomerânia e no condado de Rypiński. A sede do condado é a cidade de Wąpielsk.
De acordo com os censos de 2004, a comuna tem 4193 habitantes, com uma densidade 44,7 hab/km².

## Área
Estende-se por uma área de 93,78 km², incluindo:
- área agrícola: 71%
- área florestal: 20%

## Demografia
Dados de 30 de Junho 2004:
|                      | Total   | Total | Mulheres | Mulheres | Homens  | Homens |
| -------------------- | ------- | ----- | -------- | -------- | ------- | ------ |
|                      | pessoas | %     | pessoas  | %        | pessoas | %      |
| População            | 4193    | 100   | 2114     | 50,4     | 2079    | 49,6   |
| Densidade (pop./km²) | 44,7    | 100   | 22,5     | 22,5     | 22,2    | 22,2   |

De acordo com dados de 2002, o rendimento médio per capita ascendia a 1209,84 zł.

## Comunas vizinhas
- Bobrowo, Brodnica, Brzuze, Golub-Dobrzyń, Osiek, Radomin, Rypin